# Трудный возраст (альбом)
«Трудный возраст» — дебютный студийный музыкальный альбом российской певицы МакSим. В официальной продаже с 28 марта 2006 года. Альбом разошёлся тиражом более 2 миллионов копий и получил один золотой, один бриллиантовый и пять платиновых статусов в России.
В 2021 году, в честь 15-летия, был перевыпущен на виниле.

## Тематика песен
По словам самой МакSим, песни альбома изначально были рассчитаны на подростковую аудиторию:

Конечно же, альбом «Трудный возраст» я ориентировала именно на трудный возраст, на переходный возраст, на детей, на подростков. Но на концерт приходят люди совершенно разного возраста, разного характера, в разных стилях одежды. И это удивительно приятно.— МакSим
В этом же интервью певица сказала, что писала песни для одного конкретного человека, чтобы он услышал их по радио, не уточняя, кому именно. Исходя из текста заглавной композиции альбома, трудный возраст — это 16 лет.
Песни альбома в большинстве своём не являются автобиографичными. МакSим говорила в интервью о песне «Трудный возраст», что:

Песня, я признаюсь, не про меня и не про моих знакомых. Это же типичная ситуация, и я пыталась представить, что бы было со мной, если бы я переживала такое.— МакSим
По словам певицы, в альбоме несколько песен, которые описывают её чувства и переживания, например «Сантиметры дыхания» и «Знаешь ли ты». Остальные песни — это наблюдательные ситуации. По словам МакSим, самая личная песня в альбоме «Знаешь ли ты»:

Песня «Знаешь ли ты» — это исповедь. Она выстрадана, в ней весь мой печальный жизненный опыт. Я долго не могла исполнять её на публике.— МакSим
Также МакSим упоминала, что песня «Сон» написана действительно о её сне:

…песня «Сон» — она действительно про мой сон. Хотя в ней ничего про сон не поется. А вот во сне я это увидела. Или «Сантиметры дыхания», — это тоже про то, как я прочувствовала своё отношение к реальному человеку.— МакSим
Песня «Ветром стать» навеяна творчеством Анны Ахматовой и Марины Цветаевой и затрагивает тему самоубийства. По словам певицы:

Накануне я действительно прочла много ахматовских стихов, мое настроение, внутреннее состояние нашли отражение в песне «Ветром стать». В ней нет ничего похожего на творчество великой поэтессы, скорее, можно найти мотивы стихов Цветаевой. Речь в ней, напомню, идет о смерти, о самоубийстве. А этим больше «страдала» как раз-таки Цветаева.— МакSим

## Промокампания
После выхода альбома певица провела масштабную промокампанию. МакSим дала более сотни интервью как общероссийским, так и местным средствам массовой информации. Одновременно с этим прошёл её первый гастрольный тур, в ходе которого певица дала более ста концертов за срок чуть более одного года. Тур начался 16 октября 2006 года в Кирове. МакSим выступила в ЦО «Победа» при полном аншлаге. Также певица дала своё первое выступление в Москве в клубе «Тень». За время тура МакSим также посетила несколько публичных мероприятий. Выступила на «Песне года» 9 декабря 2006 года. В мае 2007 года отправилась в тур по Германии. 28—29 июля выступила на фестивале «Новая волна» в Юрмале. 21 ноября посетила церемонию награждения «Золотой граммофон» в Алма-Ате в Казахстане.

## Список композиций

### Обычное издание
| Номер трека | Название трека                 | Продолжительность | Автор(ы)                               | Продюсер (ы)                         |
| ----------- | ------------------------------ | ----------------- | -------------------------------------- | ------------------------------------ |
| 1           | Трудный возраст                | 3:44              | МакSим                                 | Анатолий Стельмачёнок                |
| 2           | Сантиметры дыханья             | 3:29              | МакSим                                 | Анатолий Стельмачёнок                |
| 3           | Нежность                       | 3:18              | МакSим                                 | Анатолий Стельмачёнок, Марат Паритов |
| 4           | Лолита                         | 4:10              | МакSим, Алсу Ишметова, Марат Паритов   | Марат Паритов                        |
| 5           | Сон                            | 3:23              | МакSим, Алсу Ишметова                  | Анатолий Стельмачёнок                |
| 6           | Ветром стать                   | 3:12              | МакSим                                 | Анатолий Стельмачёнок                |
| 7           | Отпускаю                       | 4:21              | МакSим, Алсу Ишметова                  | Анатолий Стельмачёнок                |
| 8           | Пам-парам                      | 5:13              | МакSим, группа «Pro-Z»                 | Группа «Pro-Z»                       |
| 9           | Знаешь ли ты                   | 4:02              | МакSим                                 | Анатолий Стельмачёнок                |
| 10          | Сантиметры дыханья (remix)     | 3:11              | -                                      | -                                    |
| 11          | Трудный возраст (slow version) | 3:02              | -                                      | -                                    |
| 12          | Нежность (remix acid-jazz)     | 4:35              | -                                      | -                                    |
| 13          | Небо цвета молока              | 1:35              | МакSим, Анатолий Стельмачёнок, Яжевика | Анатолий Стельмачёнок                |

### Подарочное издание
В подарочном издании к основному списку песен было добавлено ещё две:
| Номер трека | Название трека                | Продолжительность | Автор(ы) | Продюсер (ы)                  |
| ----------- | ----------------------------- | ----------------- | -------- | ----------------------------- |
| 14          | Отпускаю (artifact radio mix) | 3:51              | -        | -                             |
| 15          | Нежность (R’n’B remix)        | 3:30              | -        | Анатолий Стельмачёнок, МакSим |

## Коммерческий успех альбома
Альбом часто называют одним из самых успешных релизов в России за последнее время. Он получил один золотой, один бриллиантовый и пять платиновых статусов, разойдясь тиражом более 1,5 миллиона копий.
Три сингла из альбома возглавляли общий радиочарт стран СНГ («Отпускаю», «Знаешь ли ты», «Ветром стать»).

### Награды и номинации
| Год  | Награда                             | Номинированная работа                 | Категория                          | Результат        |
| ---- | ----------------------------------- | ------------------------------------- | ---------------------------------- | ---------------- |
| 2006 | НФПФ                                | Альбом «Трудный возраст»              | Золотой диск                       | Золотой диск     |
| 2006 | Золотой Граммофон                   | «Нежность»                            | Статуэтка «Золотого граммофона»    | Победа           |
| 2006 | Золотой Граммофон (Санкт-Петербург) | «Нежность»                            | Статуэтка «Золотого граммофона»    | Победа           |
| 2006 | Золотой Граммофон (Казахстан)       | «Нежность»                            | Статуэтка «Золотого граммофона»    | Победа           |
| 2006 | Песня года                          | «Нежность»                            | Диплом фестиваля                   | Диплом фестиваля |
| 2006 | НФПФ                                | Альбом «Трудный возраст»              | Платиновый диск                    | Платиновый диск  |
| 2006 | НФПФ                                | Альбом «Трудный возраст»              | Бриллиантовый диск                 |                  |
| 2007 | Золотой граммофон                   | «Знаешь ли ты»                        | Статуэтка «Золотого граммофона»    | Победа           |
| 2007 | Золотой граммофон (Санкт-Петербург) | «Знаешь ли ты»                        | Статуэтка «Золотого граммофона»    | Победа           |
| 2007 | Золотой граммофон (Казахстан)       | «Знаешь ли ты»                        | Статуэтка «Золотого граммофона»    | Победа           |
| 2007 | Премия Муз-ТВ                       | «Нежность»                            | Лучший рингтон                     | Победа           |
| 2007 | Премия Муз-ТВ                       | Альбом «Трудный возраст»              | Лучший альбом                      | Номинация        |
| 2007 | MTV Russian Music Awards            | «Знаешь ли ты»                        | Лучшая композиция                  | Номинация        |
| 2007 | Премия «Рекордъ»                    | Альбом «Трудный возраст»              | Лучший дебют                       | Победа           |
| 2007 | Премия «Рекордъ»                    | Альбом «Трудный возраст»              | Лучший альбом артистки             | Победа           |
| 2007 | Премия «Рекордъ»                    | «Знаешь ли ты»                        | Лучший рингбэктон                  | Номинация        |
| 2007 | Новые песни о главном               | «Отпускаю»                            | Диплом фестиваля                   | Диплом фестиваля |
| 2008 | Премия Муз-ТВ                       | «Ветром стать»                        | Лучший рингтон                     | Номинация        |
| 2008 | Премия Муз-ТВ                       | «Знаешь ли ты»                        | Лучший рингтон                     | Номинация        |
| 2008 | Премия Муз-ТВ                       | Альбомы «Трудный возраст» и «Мой рай» | Специальный приз за лучшие продажи | Победа           |
| 2008 | Премия «Рекордъ»                    | «Знаешь ли ты»                        | Лучший рингбэктон                  | Номинация        |
| 2008 | Премия «Рекордъ»                    | «Знаешь ли ты»                        | Лучший радиохит                    | Номинация        |
| 2008 | Новые песни о главном               | «Знаешь ли ты»                        | Диплом фестиваля                   | Диплом фестиваля |
| 2015 | Золотой Граммофон                   | «Нежность»                            | Статуэтка «Золотого граммофона»    | Победа           |

## Подарочное издание
Подарочное издание включает два бонус-трека — ремиксы на песни «Отпускаю» и «Нежность». А также три видео — «Трудный возраст», «Нежность», «Отпускаю (полная версия)». Также в альбом вложен постер. А в первые 5 тысяч экземпляров — ещё и временная татуировка, точная копия той, что есть у певицы.

## Синглы
1. Трудный возрастПервый официальный сингл из дебютного альбома певицы МакSим под одноимённым названием. Первая версия песни появилась в ротации региональных радиостанций в январе 2003 года, позднее, в июне 2005 года, была переиздана под названием Трудный возраст (2005 version) и достигла 46 позиции продержавшись в сотне лучших 8 недель. Летом 2005 года на композицию был снят видеоклип.
2. НежностьВторой официальный сингл из альбома. Первоначальная версия, отличающаяся от альбомной, была выпущена в мае 2004 года. Композиция достигла 81 позиции в радиочарте[каком?] и продержалась в сотне лучших две недели. Позднее, в октябре 2005 года, выпускается вторая версия песни под названием «Нежность (album edit)». Эта версия показала ещё более скромные результаты, достигнув лишь 178 позиции, однако в итоге песня продержалась 9 недель на первом месте в чарте «Русского Радио». Композиция заняла 2 место в Московском радиочарте, что оказалось важным для певицы в коммерческом плане, так как московский рынок продаж компакт-дисков занимает 40 % общероссийского.
3. ОтпускаюТретий сингл из альбома. Поступил в радиоэфир в октябре 2006 и занял лидирующую позицию, продержавшись на ней 4 недели.
4. Знаешь ли тыЧетвёртый официальный сингл из альбома. Был выпущен в феврале 2007 года и так же как предыдущий сингл занял первое место (2 недели). Видео на композицию оказалось одним из самых удачных в карьере певицы, а саму песню принято считать её визитной карточкой.
5. Ветром статьПятый и финальный сингл из альбома. Возглавлял общий радиочарт стран СНГ 5 недель.

## Другие песни
1. Сантиметры дыханияЛёгкая, мелодичная песня певицы МакSим из альбома «Трудный возраст». Композиция была выпущена в качестве сингла певицей самостоятельно, ещё до подписания контракта с «Gala Records», попала в общий радиочарт стран СНГ и достигла 34 позиции. На песню не был снят видеоклип и не было проведено никакого дополнительного промоушена.
2. ЛолитаДанная композиция не была выпущена в качестве сингла, однако попала в радиочарт, достигнув 221 позиции.
3. СонПесня также не была официально выпущена в качестве сингла, но достигла 112 позиции в радиочарте.